# Selm Stenvall
Selm Stenvall (ur. 5 maja 1914, zm. 28 maja 1995) – szwedzki biegacz narciarski. Zdobył srebrny medal w sztafecie podczas mistrzostw świata w Zakopanem. Obok niego w szwedzkiej sztafecie obiegli: Alvar Hägglund, John Westbergh i Carl Pahlin.

## Osiągnięcia

### Mistrzostwa świata
| Miejsce | Dzień     | Rok  | Miejscowość | Konkurencja          | Czas biegu | Strata | Zwycięzca       |
| ------- | --------- | ---- | ----------- | -------------------- | ---------- | ------ | --------------- |
| 20.     | 17 lutego | 1939 | Zakopane    | 50 stylem klasycznym | 2:57:43    | +26:53 | Lars Bergendahl |
| 2.      | 19 lutego | 1939 | Zakopane    | Sztafeta 4x10 km     | 2:08:35    | +1:08  | Finlandia       |